# Zygodon sendtnerianus
Zygodon sendtnerianus là một loài rêu trong họ Orthotrichaceae. Loài này được (Bruch & Schimp.) Müll. Hal. mô tả khoa học đầu tiên năm 1849.